# Marcus Wolf Hinrichsen
Marcus Wolf Hinrichsen (* 17. Mai 1829 in Güstrow; † 18. April 1902 in Hamburg) war ein Hamburger Kaufmann und Politiker.

## Leben
Marcus Wolf Hinrichsen  besuchte bis 1844 die Domschule in Güstrow und erhielt dort eine kaufmännische Ausbildung im väterlichen Geschäft Adolph Hinrichsen & Co. Seine väterlichen Vorfahren stammten von Ruben Henriques ab, einem Sepharden, der 1646 nach Glückstadt gekommen war und dessen Nachkommen über mehrere Generationen Hofagenten in Mecklenburg-Schwerin wurden. Siegmund Hinrichsen war sein Cousin. Ab 1852 arbeitete er in Hamburg als Agent für auswärtige Handelshäuser. 1857 erwarb er das Hamburger Bürgerrecht, nachdem er kurz zuvor seine eigene Firma May & Hinrichsen gegründet hatte.
Hinrichsen wurde 1868 in die Handelskammer Hamburg gewählt und amtierte 1873 als deren Präses.
Der Hamburgischen Bürgerschaft gehörte er 1868, 1871 als Kammervertreter und als gewähltes Mitglied von 1875 bis 1901 an.
1869 wurde er in einer Ersatzwahl im Reichstagswahlkreis Freie und Hansestadt Hamburg 1 in den Reichstag des Norddeutschen Bundes gewählt, wodurch er auch Mitglied des Zollparlaments wurde. Er gehörte der Nationalliberalen Partei an.
Hinrichsen amtierte 1889 als Mitglied der Beratungsbehörde für das Zollwesen. Er zählte zu den Mitbegründern der Hamburger Zollvereinsniederlage, in deren Vorstand er lange Jahre tätig war. Dem Vorstand der Deutsch-Jüdischen Gemeinde Hamburg gehörte Hinrichsen einige Jahre an. Darüber hinaus war er Mitglied des Aufsichtsrats der Anglo-Deutschen Bank.